# Cheiramiona hewitti
Cheiramiona hewitti is een spinnensoort uit de familie van de Cheiracanthiidae.
De wetenschappelijke naam van de soort werd in 1921 als Cheiracanthium hewitti gepubliceerd door Roger de Lessert.